# جون رييس بارتلس
جون رييس بارتلس (بالإنجليزية: John Ries Bartels)‏ هو قاضي ومحامي أمريكي، ولد في 8 نوفمبر 1897 في بالتيمور في الولايات المتحدة، وتوفي في 13 فبراير 1997.